# Listă de târguri din statul Texas

Harta distribuției populației din statul din SUA.

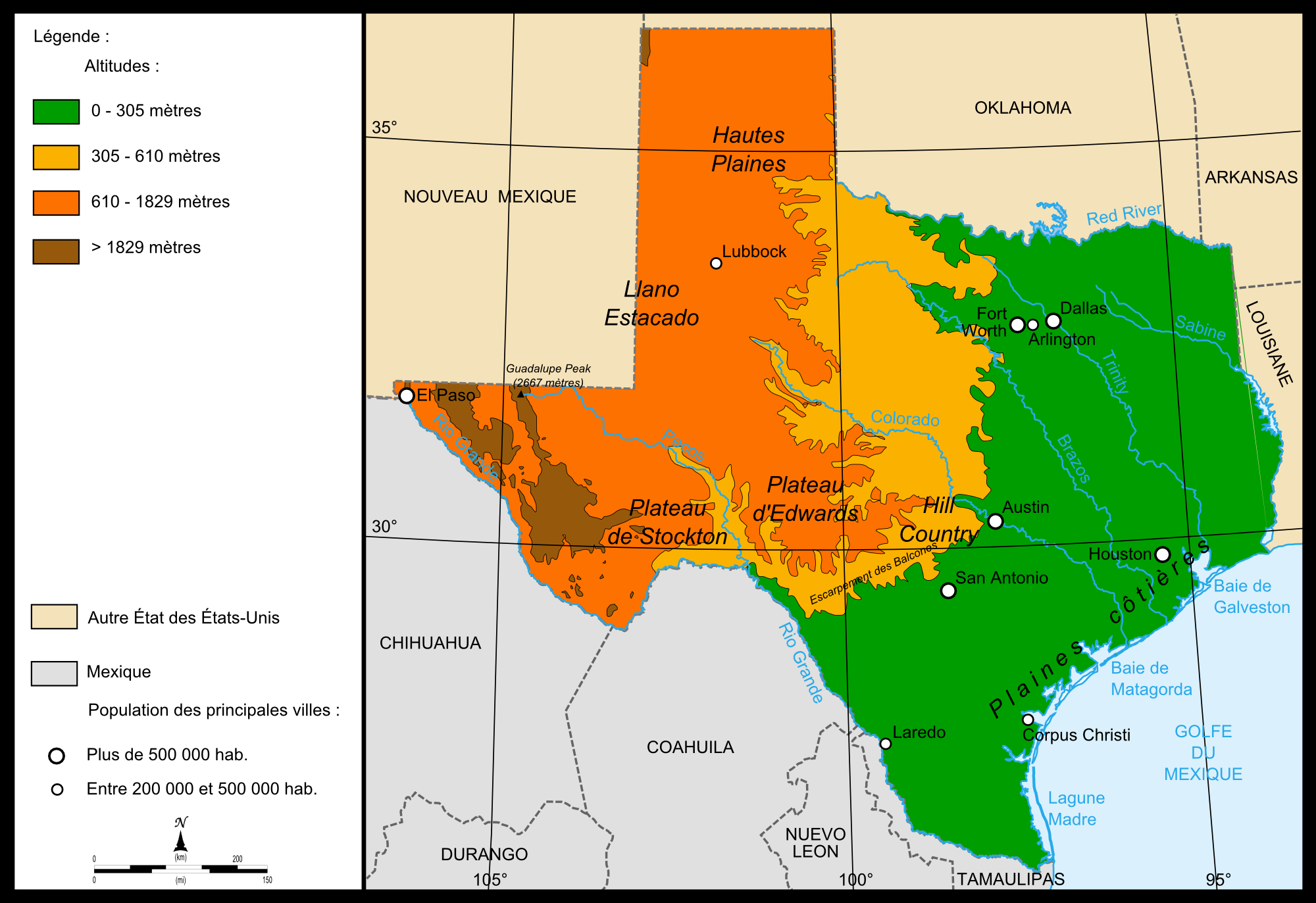
Harta formelor de relief ale statului Texas.

Harta regiunilor statului Texas.

- Prezenta pagină este o listă alfabetică a târgurilor (în engleză towns) din statul  Texas din  Statele Unite ale Americiii.

- Vedeți și Listă de comitate din statul Texas
- Vedeți și Listă de orașe din statul Texas.
- Vedeți și Listă de comunități neîncorporate din statul Texas.
- Vedeți și Listă de locuri desemnate pentru recensământ din statul Texas.
- Vedeți și Listă de localități dispărute din statul Texas.

, comitatul Archer

## C
- Christine, comitatul Atascosa

## E
- Elkhart, comitatul Anderson

## F
- Frankston, comitatul Anderson
- Fulton, comitatul Aransa

## L
- Lakeside City, comitatul Archer

## M
- Megargel, comitatul Archer

## S
- San Felipe, comitatul Austin

## W
- Windthorst, comitatul Archer

## Vedeți și
- Vedeți și Listă de comitate din statul Texas
- Vedeți și Listă de orașe din statul Texas.
- Vedeți și Listă de comunități neîncorporate din statul Texas.
- Vedeți și Listă de locuri desemnate pentru recensământ din statul Texas.
- Vedeți și Listă de localități dispărute din statul Texas.